# Ábel (album)
Ábel je druhé řadové album kapely Titanic. Album bylo nahráno ve studiu Opus Bratislava. Do kapely nastoupil bulharský kytarista Georgi Enčev místo Miroslava Horňáka, který přešel do kapely Kern.

## Seznam skladeb
1. Tchýně
2. Bastard
3. Ábel
4. Stále tě chci
5. Allegro
6. Služebníci blbosti
7. Kazatel svědomí
8. Mám rád jen sebe
9. Hnusná smůla
10. Stroje na maso
11. Viva musica

## Obsazení
- Zdeněk Černý – kytara, zpěv
- Georgi Enčev – kytara, zpěv
- Milan Hanák – baskytara, zpěv
- Stanislav Fric – bicí, zpěv